# Navotas
Navotas è una città componente delle Filippine, ubicata nella Regione Capitale Nazionale.
Navotas è formata da 14 baranggay:
- Bagumbayan North (Posto Novo del Nord)
- Bagumbayan South (Posto Novo del Sur)
- Bangkulasi
- Daanghari (Strada del Re)
- Navotas East (Navotas del Est)
- Navotas West (Navotas del Ovest)
- North Bay Blvd. North
- North Bay Blvd. South
- San Jose (San Giuseppe)
- San Rafael Village (Villaggio di San Raffaello)
- San Roque (San Roche)
- Sipac-Almacen
- Tangos
- Tanza